# Autobusy miejskie w Sosnowcu

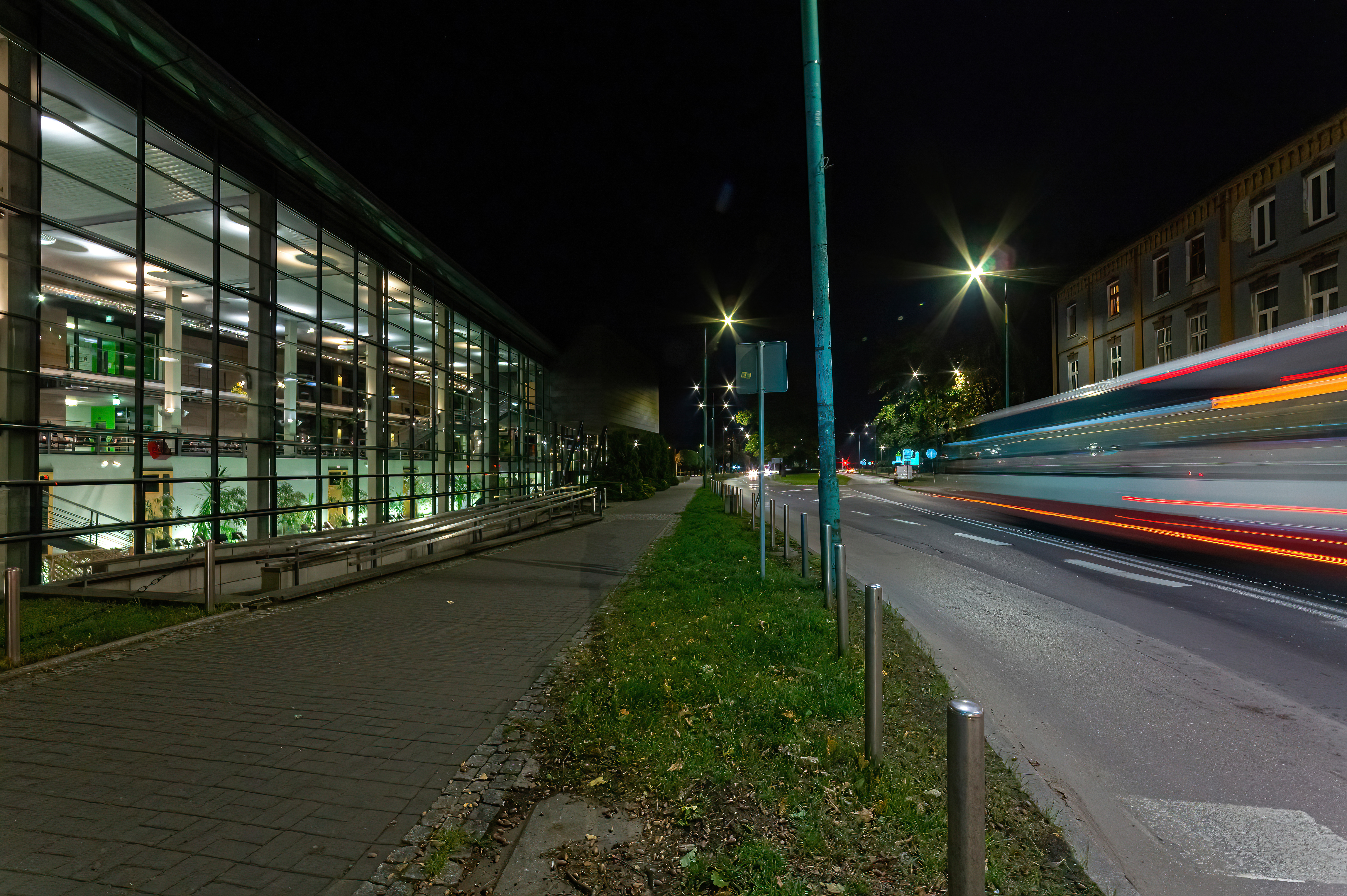
Autobus PKM Sosnowiec

W roku 2017 w Sosnowcu istnieją 64 regularne linie autobusowe obsługiwane przez PKM Sosnowiec w ramach ZTM oraz 14 linii obsługiwanych przez pozostałych przewoźników a także 7 linii minibusów.

## Historia
Pierwsza regularna linia autobusowa w Sosnowcu, a zarazem w całym Zagłębiu Dąbrowskim, rozpoczęła kursowanie dnia 1 sierpnia 1937 na trasie Śródmieście Sosnowca – Bobrowniki i już 15 listopada 1937 została przedłużona do Piekar Śląskich. Uruchomiła ją spółka zajmująca się dotąd wyłącznie organizacją transportu tramwajowego. Dzisiaj na tej trasie nie ma bezpośredniego połączenia.
Następne linie uruchamiano:
- 1 września 1937 na trasie Śródmieście Sosnowca – Grodziec
- 1 sierpnia 1938 na trasie Śródmieście Sosnowca – Mysłowice
- 1 czerwca 1939 na trasach:
  - Śródmieście Sosnowca – Maczki
  - Śródmieście Sosnowca – Dąbrowa Górnicza
  - Kazimierz – Dąbrowa Górnicza

W latach 50. XX w. w Sosnowcu kursowały następujące linie autobusowe (handlowe):
- 8 – Śródmieście Sosnowca – Katowice (pierwsza linia pospieszna)
- 18 – Gołonóg – Katowice
- 26 – Śródmieście Sosnowca – Niwka (Mysłowice ?)
- 28 – Maczki – Dąbrowa Górnicza
- 34 – Śródmieście Sosnowca – Kazimierz
- 35 – Śródmieście Sosnowca – Czeladź
- 38 – Zagórze – Dąbrowa Górnicza (Gołonóg ?)
- 40 – Będzin – Katowice

W latach 50. i na początku 60. XX wieku komunikację autobusową na terenie Zagłębia, w tym w Sosnowcu, obsługiwało Wojewódzkie Przedsiębiorstwo Komunikacyjne w Katowicach z zajezdnią znajdującą się na terenie zajezdni tramwajowej w Będzinie.  1 stycznia 1979 roku powstała nowa jednostka organizacyjna: Zakład Komunikacyjny nr 8 w Sosnowcu przy ulicy Lenartowicza 73. W dniu 1 października 1991 roku, po dokonaniu ostatecznego podziału WPK w Katowicach, rozpoczęło działalność Przedsiębiorstwo Komunikacji Miejskiej w Sosnowcu, które weszło w skład ZTM organizując od tego publiczny transport autobusowy w mieście oraz na liniach dojazdowych do miasta.
W latach 70. XX w. popełniono wielkie, do dzisiaj nie naprawione błędy rzutujące na jakość transportu miejskiego. W pierwszej kolejności ulokowano dworzec autobusowy pod siedzibą Urzędu Miejskiego, czym zupełnie zdezorganizowano tworzący się dziesiątki lat dogodny dla mieszkańców węzeł transportu zbiorowego przy dworcu kolejowym Sosnowiec Główny.

## PKM Sosnowiec
Miasto Sosnowiec jest udziałowcem PKM Sosnowiec obsługującego większość przebiegających przez teren miasta linii. Autobusy niskopodłogowe stanowią 100% taboru. Większość autobusów wyposażona jest w bezprzewodowy dostęp do internetu, gniazda do ładowania USB i klimatyzację. Część taboru posiada napęd hybrydowy i elektryczny.

## PKM Jaworzno
Przez teren Sosnowca przebiegają trzy linie PKM Jaworzno - linia S relacji  Sosnowiec - Jaworzno oraz linie E i J relacji Jaworzno - Katowice.

## Linie prywatne
W mieście kursują trzy prywatne linie autobusowe:
- D-tka Dąbrowa Górnicza Gołonóg - Sosnowiec Zagórze - Sosnowiec Centrum - Katowice Piotra Skargi,
- K Dąbrowa Górnicza - Sosnowiec Zagórze - Sosnowiec Niwka - Mysłowice,
- P-Z Sosnowiec Zagórze - Sosnowiec Centrum

Na tych liniach najczęściej kursują autobusy marki Mercedes oraz Man sprowadzone w większości z zachodu Europy.
Linie Bezpłatne
- Minibusowiec - Zagórze - Kazimierz Górniczy